# 約西皮夫卡 (切爾尼夫齊區)
48°31′16″N 28°4′10″E / 48.52111°N 28.06944°E
約西皮夫卡（烏克蘭語：Йосипівка）是位於烏克蘭西南部的村莊，由文尼察州裡莫希利夫-波季利斯基区的切爾尼夫齊市鎮負責管轄。該村始建於1500年，面積0.42平方公里，海拔高度211米，2001年人口168，人口密度每平方公里400人。